# سنتا رزا (تگزاس)
سنتا رزا، تگزاس(به انگلیسی: Santa Rosa, Texas) شهری در ایالت تگزاس از ایالات جنوبی ایالات متحده آمریکا است. در سرشماری سال ۲۰۰۰، جمعیت این شهر ۲۸۳۳ نفر اعلام شد.